# 북아프리카저빌
북아프리카저빌(Gerbillus campestris)은 황무지쥐아과에 속하는 설치류의 일종이다. 북아프리카에서 발견되며, 자연 서식지는 농지와 마그레브의 암반 지역, 뜨거운 사하라 사막 지대이다.

## 특징
북아프리카저빌은 부드러운 긴 털과 비교적 긴 꼬리를 갖고 있다. 등 쪽의 털은 계피색과 오렌지색-갈색을 띤다. 털은 바닥은 회색이고, 끝 부분은 모래빛 또는 황금빛 갈색을 띠지만 끝이 검기도 한다. 뺨과 목은 희고, 코에 짙은 줄무늬가 보이기도 한다. 하체는 희고, 등 쪽과 배 쪽 사이가 뚜렷하게 구분된다. 다리와 발은 희고, 발바닥은 털이 없다. 꼬리 길이는 머리부터 몸까지 길이의 약 40% 정도이고, 윗면은 황금색-갈색이고 아랫면은 희다. 꼬리 끝은 긴 털로 된 한 다발 털뭉치의 연필 모양을 띤다.

## 분포 및 서식지
북아프리카저빌은 알제리와 이집트, 리비아, 말리, 모로코, 니제르, 수단, 튀니지에서 발견되며, 차드와 모리타니에서도 서식하는 것으로 추정된다. 분포 지역 전역에서 서식지가 다양하지만 일반적으로 모래보다는 바위와 식물이 있는 서식지를 더 좋아한다.

## 생태
북아프리카저빌은 굴을 파고 그 안에서 사는 육상성, 야행성 동물이다. 번식 시기는 장소에 따라 다르지만 이집트에서는 겨울 우기와 일치하고, 북수단에서는 9월과 11월 사이의 짧은 우기에 번식을 한다. 약 5마리의 새끼를 낳는다. 먹이에 대한 정보는 알려져 있지 않다.

## 보전 상태
북아프리카저빌은 다양한 환경에서 번식하는 흔한 종으로 모로코와 같은 일부 지역에서는 농업에서 해충으로 간주된다. 국제 자연 보전 연맹(IUCN)은 북아프리카저빌의 보전 등급을 "관심대상종"으로 분류하고 있다.